# 心理学の哲学
心理学の哲学（しんりがくのてつがく、英: Philosophy of psychology）とは、近代心理学の理論的基礎に関する問題を扱う研究領域。扱われる主題には、心理学研究における認識論的問題が含まれる。例として次のものがある。
- 心理学にとって最適な方法論は何か？――心理主義、行動主義、それらの折衷案
- 自己報告はデータ収集方法として信頼性があるか？
- 帰無仮説からはいかなる帰結が導出されうるか？
- 一人称的経験（感情、欲求、信念など）は客観的に測定することができるか？

心理学の哲学が扱うその他の主題には、心、脳、認知の本性に関するもの、また一般には認知科学や心の哲学の対象だと考えられているものも含まれる。下記に例を挙げる。
- 認知モジュールとは何か？
- 人間は合理的なのか？
- ある心理現象が知識と呼ばれうるための基準とは何か？
- 生得性とは何か？

心理学の哲学はまた、認知神経科学、進化心理学、人工知能研究といった分野で得られる現代の成果にも注意を払いつつ、神経科学、進化論、計算機科学の方法論も援用して心理現象を解明しようと試みている。これらは全て近接領域であるが、その手法を心理学に輸入することの適切性について問題視する論者もいる。この問題を換言すれば、果たして心理学は、情報処理システムとしての個人（ドナルド・ブロードベントを参照）を研究する分野として、脳内現象の研究から自律しているといえるだろうか、という問いになる（心理学者の大半は脳が行動を引き起こすことに同意している（スーパーヴィーニエンスを参照））。また、心理学に進化論的アプローチを適用することが有効である程度に心が十分「ハードウェア的に実現」されているかも問題である。さらに、認知理論は心について何も教えてはくれないが、計算機モデルは果たしてそれ以上の新しい知見をもたらしてくれるだろうか、という疑問もある（Fodor & Pylyshyn 1988）。
心理学の哲学は比較的若い分野だが、それは「科学的」心理学――すなわち、内観よりも実験的手法を重んじる心理学――が主流派となったのがせいぜい19世紀後半になってからだからである。心理学の哲学の関心の一つは、数多くある心理学の流派を評価し、それぞれの利点を比較することである。例えば、認知心理学による内的心理状態の使用は行動主義の手法と対比されうるし、また20世紀半ばに多くの研究者が行動主義を打ち捨てた理由も検討対象になるだろう。
心の哲学で扱われるテーマはもちろん、より長い研究の歴史を有している。例えば、心の本性、経験の質についての問題、あるいは心身二元論と一元論の間での論争は哲学において数世紀にわたって議論されてきた。
心理学の哲学の関連領域として、臨床精神医学や精神病理学における哲学的・認識論的な研究もなされている。精神医学の哲学が主に扱うのは、精神病理学における価値の役割という問題である。哲学的価値論や現象学を援用しつつ、価値に基づいた実践が目指されており、メンタルヘルスケアにまつわる非常に複雑な状況下での臨床的意思決定の質を向上させ、それがより人間的なものになることが目標となっている。精神病理学の主要なテーマは、精神医療における分類とエビデンスベイスドな精神医学を下支えしている暗黙の哲学的前提に対して認識論的な省察を加えることにある。心的現象の記述の背後にある構築的営為を明るみに出すことがその目的なのである
。